# Jordan Bocskov
Jordan Nikolov Bocskov (Bocskov Nikolov Jordán), (Bulgária, Draganovo (Veliko Tarnovo megye), 1894. január 8. – Székesfehérvár, 1978. október 30.) bolgárkertész.

## Pályafutása
Édesapja, Bocskov Dimitrov Nikola 64 évig gazdálkodott Magyarországon és egyike volt azoknak, akik meghonosították a bolgárkertészkedést. Édesanyja Elena Boneva 1906-ban jött Magyarországra.
Bocskov mint segéd dolgozott atyja mellett 1912-ig. 1912-ben részt vett a balkáni háborúban, majd végigharcolta az első világháborút. A háború végén mint hadnagy szerelt le, vitézségi éremmel is kitüntették.
Leszerelése után Sárszentmihályon lett önálló kertész. 1928-tól Székesfehérváron 33 holdon gazdálkodott, mellette Sárszentmihályon is művelt 11 holdat.
Kizárólag konyhakerti növényeket termelt motorikus erővel. Budapestre és Balatonkenesére szállított saját teherautójával. 24 állandó alkalmazottja és 16 napszámosa volt. Gazdaságát háromszor államosították, legutoljára 1959-ben.
Első felesége, Gizella. Gyermekei, Jordanova Elena, Jordanov Péter. 1933-ban megözvegyült. Második felesége Tihinova Paneva Mária. Gyermekeik, Jordanova Gizella, Jordanova Dorita. 1978 októberében halt meg Székesfehérváron agyvérzésben.